# Koyukuk (rivier)
De Koyukuk is een rivier van 800 km lengte in het noorden van de staat Alaska in de Verenigde Staten. De rivier is genoemd naar het Koyukon-volk. De Koyukuk ontspringt boven de Noordpoolcirkel in het Endicott-gebergte, en komt uit in de Yukon bij de plaats Koyukuk. Bij deze plaats bevindt zich een grote riviervlakte, deze wordt beschermd als het Koyukuk National Wildlife Refuge. Belangrijke zijrivieren zijn de Glacier, de Alatna en de John. In het rivierdal leven beren en elanden.

## Geschiedenis
De Rus Petr Malakov bereikte de rivier in 1838. Daarna werd de waterloop in 1858 verkend door luitenant Henry Allen en soldaat Fred Fickett van de United States Army. In 1893 werd er goud ontdekt, wat in 1898 tot een goudkoorts leidde.
In 1994 overstroomde de rivier, waardoor drie dorpen werden weggevaagd. De inwoners zijn hierop naar elders verhuisd.
- Bibliothèque nationale de France: cb14471107s (data)
- Library of Congress Control Number: sh85073217
- Nationale Bibliotheek van Israël: 987007548348005171
- Virtual International Authority File: 315150981